# Kanton Saint-Etienne-4
 Saint-Étienne-4 is een kanton van het Franse departement Loire. Het kanton maakt deel uit van het arrondissement Saint-Étienne.
Het kanton Saint-Étienne-4 werd  gevormd ingevolge het decreet van 26 februari 2014 met uitwerking in maart 2015 met Saint-Étienne als hoofdplaats. 

## Gemeenten
Het kanton omvat de gemeenten :
- Saint-Étienne (deel noordzijde)
- Villars